# American Splendor
'American Splendor' é uma série de quadrinhos (ou banda desenhada, em Portugal) autobiográficos escritos por Harvey Pekar. Foi adaptada para o cinema em 2003.

## Enredo
Harvey Pekar foi um dos primeiros escritores a acreditar que a vida real poderia ser uma fonte para histórias em quadrinhos, tradicionalmente povoada por aventuras fantásticas. Ele começou sua série em 1976, enquanto trabalhava como arquivista no hospital da Administração dos Veteranos em Cleveland, Ohio. Incapaz de desenhar, ele chamou seu já famoso amigo Robert Crumb (que conhecera antes dele se tornar uma lenda dos quadrinhos alternativos) para ajudá-lo a criar a série, baseada na própria vida de Pekar. Além de Crumb, outros artistas viriam a trabalhar com Pekar, incluindo Gary Dumm, Frank Stack, Dean Hapsiel, Kevin Brown e Joe Zabel.
De um modo geral, os quadrinhos apresentavam fatos tragi-cômicos em volta dos problemas mundanos e as frustrações da vida cotidiana, adaptados da forma mais precisa possível para os quadrinhos. Pekar tende a documentar os fatos, sem interpretá-los profundamente. Outras pessoas de seu círculo social apareceriam nas histórias, como seu colega de trabalho Toby Radloff, que tem Síndrome de Asperger, que ocupa seu tempo livre com vários projetos, incluindo uma série de computadores baratos.
O tom de realidade ajudou a humanizar o conceito de quadrinhos dentro do underground. A série se tornou cult e ganhou notoriedade, especialmente quando Pekar passou a ser um convidado constante no talk show de David Letterman.
Pekar viria a ter câncer, e sua conturbada e bem-sucedida batalha foi retratada na graphic novel Our Cancer Year, que teve sua esposa  Joyce Brabner como co-autora, conforme mostrado no filme.
American Splendor ainda é editada, agora sob o selo Vertigo, da DC Comics.

## Adaptações teatrais
American Splendor foi adaptada para o teatro. A primeira adaptação teve início em 1987 no Arena Stage em Washington, adaptada por Lloyd Rose e dirigida por James C. Nicola.
A segunda durou de setembro de 1990 até setembro de 1991, apresentada no Holywood's Theatre em Los Angeles, adaptada e dirigida por Vince Waldron, estrelando Dan Castellaneta como Harvey. Essa adaptação é mencionada na versão para cinema de American Splendor.

## Filme
Em 2003, uma adaptação cinematográfica estrelando Paul Giamatti como Pekar e Hope Davis como sua esposa ganhou alto sucesso entre a critíca e fez sucesso no Sundance Film Festival, além de ter ganho o prêmio de Melhor Roteiro Adaptado da Writer's Guild Of America. Foi escrito e dirigido pelos documentaristas Shari Springer Berman e Robert Pulcini. Foi totalmente filmado em Cleveland e Lakewood, em Ohio. Os atores caracterizados aparecem junto com as pessoas reais que interpretam.